# Lutas nos Jogos Pan-Americanos de 2023 - Livre até 125 kg masculino
A categoria livre até 125 kg masculino das lutas nos Jogos Pan-Americanos de 2023 foi disputada em 1 de novembro de 2023 no Centro de Treinamento Olímpico, em Ñuñoa. Um total de 8 lutadores, cada um representando um Comitê Olímpico Nacional (CON), participaram do evento.

## Medalhistas
| Ouro   | USA Mason Parris                     |
| Prata  | VEN José Daniel Díaz                 |
| Bronze | JAM Aaron Johnson ARG Catriel Muriel |

## Resultados
A competição foi realizada em um único dia até a definição dos medalhistas:

### Fase eliminatória
|  | Quartas de final     | Quartas de final     | Quartas de final |  |  | Semifinal            | Semifinal            | Semifinal            |   |                  | Final            | Final | Final |
|  |                      |                      |                  |  |  |                      |                      |                      |   |                  |                  |       |       |
|  | USA Mason Parris     | USA Mason Parris     | 12               |  |  |                      |                      |                      |   |                  |                  |       |       |
|  | DOM Elison Adames    | DOM Elison Adames    | 0                |  |  | USA Mason Parris     | USA Mason Parris     | 10                   |   |                  |                  |       |       |
|  | CHI Diego Almendras  | CHI Diego Almendras  |                  |  |  | JAM Aaron Johnson    | JAM Aaron Johnson    | 0                    |   |                  |                  |       |       |
|  | JAM Aaron Johnson    | JAM Aaron Johnson    | WO               |  |  |                      |                      |                      |   | USA Mason Parris | USA Mason Parris | 2     |       |
|  | CUB Ibrain Torres    | CUB Ibrain Torres    | 1                |  |  |                      | VEN José Daniel Díaz | VEN José Daniel Díaz | 0 |                  |                  |       |       |
|  | ARG Catriel Muriel   | ARG Catriel Muriel   | 4F               |  |  | ARG Catriel Muriel   | ARG Catriel Muriel   | 0                    |   |                  |                  |       |       |
|  | VEN José Daniel Díaz | VEN José Daniel Díaz | 3                |  |  | VEN José Daniel Díaz | VEN José Daniel Díaz | 3                    |   |                  |                  |       |       |
|  | PUR Jonovan Smith    | PUR Jonovan Smith    | 0                |  |  |                      |                      |                      |   |                  |                  |       |       |
|  |                      |                      |                  |  |  |                      |                      |                      |   |                  |                  |       |       |
|  |                      |                      |                  |  |  |                      |                      |                      |   |                  |                  |       |       |

### Repescagem
|  | Disputa pelo bronze |                   |   |
|  |                     |                   |   |
|  | DOM Elison Adames   | DOM Elison Adames | 1 |
|  | JAM Aaron Johnson   | JAM Aaron Johnson | 5 |

|  | Disputa pelo bronze |                    |   |
|  |                     |                    |   |
|  | PUR Jonovan Smith   | PUR Jonovan Smith  | 6 |
|  | ARG Catriel Muriel  | ARG Catriel Muriel | 7 |